# Aethionema grandiflorum
Aethionema grandiflorum är en korsblommig växtart som beskrevs av Pierre Edmond Boissier och Rudolph Friedrich Hohenacker. Aethionema grandiflorum ingår i släktet Aethionema och familjen korsblommiga växter. Inga underarter finns listade i Catalogue of Life.

## Bildgalleri

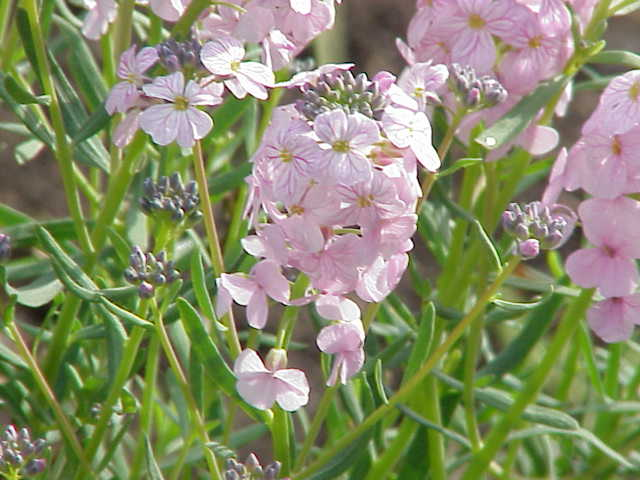
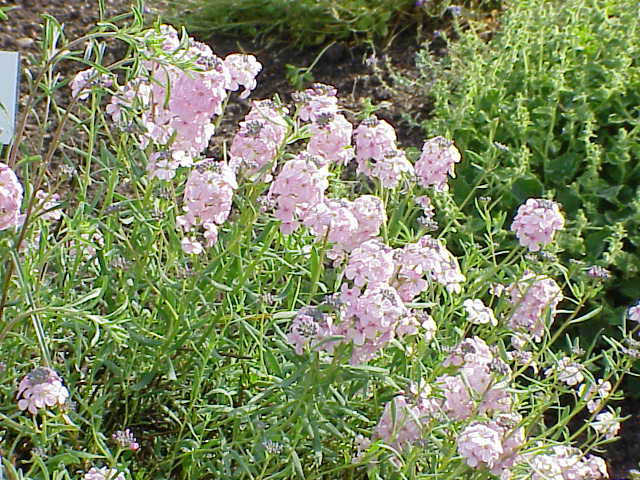
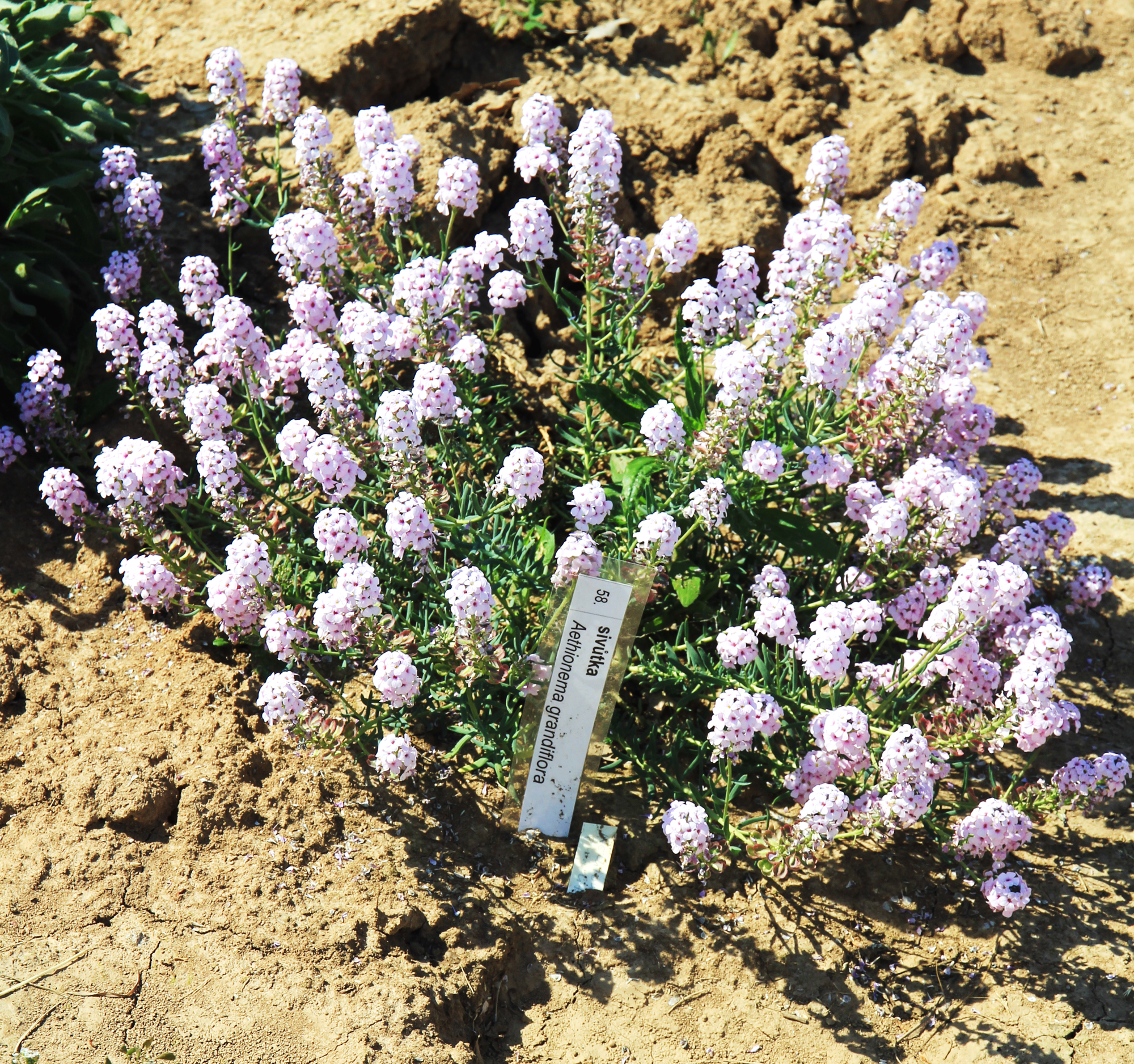
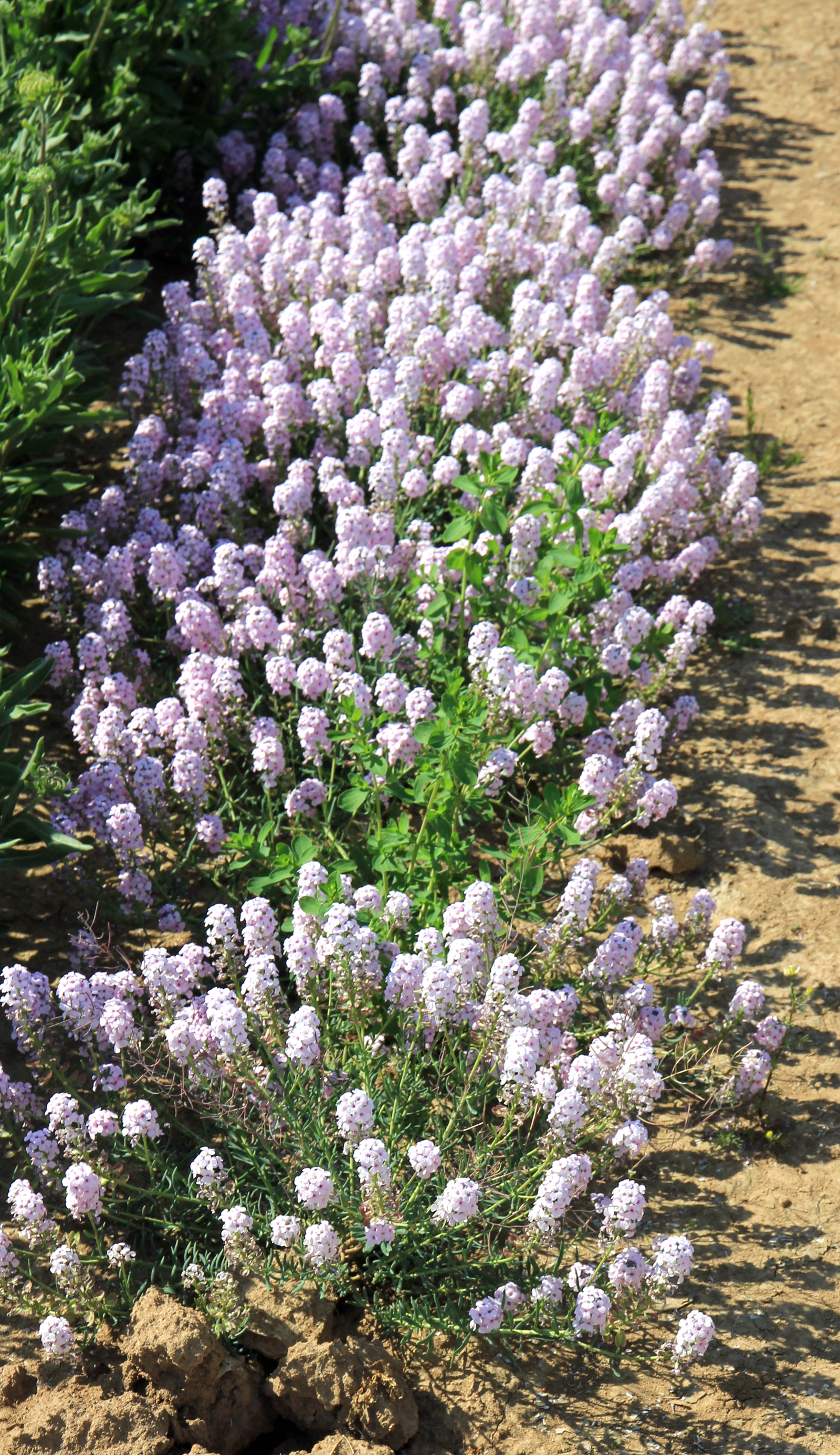